# Rita Lakin
Rita Lakin nata Rita Weisinger (The Bronx, 24 gennaio 1930 – Novato, 23 marzo 2023) è stata una sceneggiatrice, produttrice televisiva e scrittrice statunitense.

## Biografia
A lei si devono, tra l'altro, le sceneggiature di celebri fiction televisive degli anni sessanta-settanta-ottanta quali Peyton Place, Dottor Kildare, Flamingo Road e Dynasty.

Come scrittrice, è ricordata per aver creato la serie Gladdy Gold, che include Getting Old Is Murder (2005), Getting Old Is the Best Revenge (2006), Getting Old is Criminal (2007), Getting Old Is Très Dangereux (2010) e Getting Old Can Kill You (2011).

## Vita privata
Si sposò due volte; il primo marito fu Hank Lakin, di cui lei prese il cognome, decidendo poi di portarlo anche dopo esserne rimasta vedova. Ebbe tre figli.

## Filmografia

### Sceneggiatrice
- The Doctors (soap opera, episodi vari, 1963)
- Daniel Boone (serie TV, 1 episodio, 1965)
- Peyton Place (soap opera, 17 episodi, 1965)
- Il virginiano (The Virginian, serie TV, 1 episodio, 1965)
- I giorni di Bryan (Run for Your Life, serie TV, 1 episodio, 1967)
- The Invaders (serie TV, 1 episodio, 1967)
- Tre nipoti e un maggiordomo (Family Affair, serie TV, 2 episodi, 1968-1969)
- The Mod Squad (3 episodi, 1969-1970)
- Death Takes a Holiday (TV, 1971)
- Women in Chains (TV, 1972)
- A Summer Without Boys (TV, 1973)
- Message to My Daughter (TV, 1973)
- The ABC Afternoon Playbreak (serie TV, 1 episodio, 1974)
- A tutte le auto della polizia (The Rockies, serie TV, 4 episodi, 1972-1975)
- Medical Center (serie TV, 2 episodi, 1975)
- Hey, I'm Alive (TV, 1975)
- Lotta per la vita (Medical Story, serie TV, 1 episodio, 1975)
- A Sensitive, Passionate Man (TV, 1977)
- Contesa fatale (Torn Between Two Lovers, film TV, 1979)
- Flamingo Road (soap opera, 38 episodi, 1980-1982)
- Navy (Emerald Point N.A.S., serie TV, 1 episodio, 1984)
- Peyton Place: The Next Generation (TV, 1985)
- Dynasty (serie TV, 10 episodi, 1987)
- Infermiere a Los Angeles (Nightingales, serie TV, 1988-1989)
- Voice of the Heart (TV, 1989)

### Produttrice
- Flamingo Road (soap opera, 15 episodi, 1981)
- Infermiere a Los Angeles (Nightingales, serie TV, 1988)

## Principali opere letterarie[4][5][6][7]
- Demon of the Night (1976)
- A Sensitive, Passionate, Man (1977)
- Getting Old Is Murder (2005)
- Getting Old Is the Best Revenge (2006)
- Getting Old Is Criminal (2007)
- Getting Old Is Très Dangereux (2010)
- Getting Old Can Kill You (2011)

## Principali riconoscimenti
- Writers Guild of America
- Edgar Allan Poe Award[5][8]
- Avery Hopwood Award [2]